# Livio Bendaña Espinoza
Livio Bendaña Espinoza   (Diriamba, 22 de setembre de 1935) és un exfutbolista nicaragüenc de les dècades de 1950 i 1960.
Fou internacional amb la selecció de Nicaragua entre 1952 i 1967.
Pel que fa a clubs, destacà a Diriangén i F.C. Motagua.
El seu fill Livio José Bendaña també fou un destacat futbolista.